# Network Service Access Point
Ein Network Service Access Point (NSAP) ist nach ITU-T X.115 (1995) die Information, die ein Provider eines OSI Network Service benötigt, um einen bestimmten Dienstzugangspunkt zu identifizieren. Gewöhnlich wird damit ein Computer bzw. Computerprogramm oder generell ein Endgerät adressiert, wobei der NSAP eine Adresse darstellt, die nach bestimmten Regeln aufgebaut ist.
Die NSAP Adresse (auch ATM-Adresse genannt) hat eine variabel einstellbare Länge bis maximal 20 Byte, welches 40 Dezimalziffern entspricht.
Die Bytes 1–13 bilden den Netzwerkanteil und die Bytes 14–20 den Userteil.
Derzeit existieren drei verschiedene Adressformate:
- DCC: Data Country Code
- ICD: International Code Designator
- E.164: ISDN Nummer

Ein Endgerät kann mehrere NSAPs haben.
NSAP-Adressen liegen generell im Regime der ISO, die die Vergabe an nationale Standardisierungsorganisationen delegiert. Eines der Schemas, nach denen NSAPs gebildet werden, ist das Nummernschema nach ITU E.164, das die Bildung internationaler Telefonnummern regelt.